# 梅尼普斯
梅尼普斯（英語：Menippus，约活动于公元前3世纪前期），伽达拉人，犬儒派哲学家，以讽刺手法推广犬儒派对生活的看法而闻名。其作品包括：《降入地狱》、《意愿》以及《诸神信札》，但这些作品仅存一些残篇，史书记载其原为奴隶，后被赎身，成为底比斯的自由民。